# Kamala Kaul Nehru
Kamala Kaul Nehru (1 de agosto de 1899 – 28 de febrero de 1936) fue una luchadora por la independencia, esposa de Jawaharlal Nehru (líder del Congreso Nacional Indio), que fue primer ministro de India y madre de Indira Gandhi, que ocuparía el mismo cargo. Su nieto Rajiv Gandhi también fue primer ministro de India por un periodo de 5 años.

## Primeros años
Nació el 1 de agosto de 1899 y fue criada por una familia de clase media, de ascendencia de brahmanes de Cachemira de Delhi. Sus padres fueron Rajpati y Jawaharmal Kaul; Kamala, su hijo mayor, tuvo dos hermanos, Chand Bahadur Kaul y el botánico, Kailas Nath Kaul, y una hermana, Swaroop Kathju. Toda su escolarización había sido en casa, bajo la guía de un Pandit y un Maulvi, y en aquel entonces no sabía hablar ni escribir inglés.

## Matrimonio
Kamala se casó con Jawaharlal Nehru a la edad de 17 años. Su marido viajó a los Himalayas poco después de su matrimonio. En su autobiografía, Jawaharlal Nehru, en referencia a su esposa, declaró "casi lo pasó por alto." Kamala dio luz a su primera hija en noviembre de 1917, Indira Priyadarshini, quién más tarde sucedió a su padre como primer ministro y jefe del partido del Congreso. En 1924 dio luz a su segundo hijo, pero el niño vivió apenas una semana.

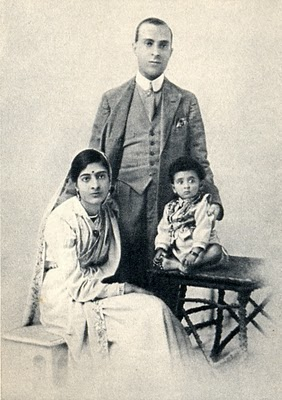
Nehru en 1918 con su esposa Kamala e hija Indira

## Contribución al Movimiento de Independencia hindú
Kamala estuvo involucrada con el movimiento nacional de Nehru, que emergió a la vanguardia. En los movimientos de No Cooperación de 1921,  organizó grupos de mujeres en Allahabad y vigilaron las tiendas que venden licor y tela extranjeros. Cuando su marido fue arrestado para impedir que diera un discurso público sedicioso, fue en su lugar a dar el discurso. Los británicos pronto se dieron cuenta de la amenaza que Kamala Nehru constituía entre ellos y la popularidad que había adquirido en diversos grupos feministas de la India. Fue arrestada en dos ocasiones por implicación en actividades de lucha de la Independencia.

## Amigos
Kamala Nehru pasó un tiempo en el ashram de Gandhi con Kasturba Gandhi donde construyó una amistad cercana con Prabhavati Devi.

## Muerte y legado

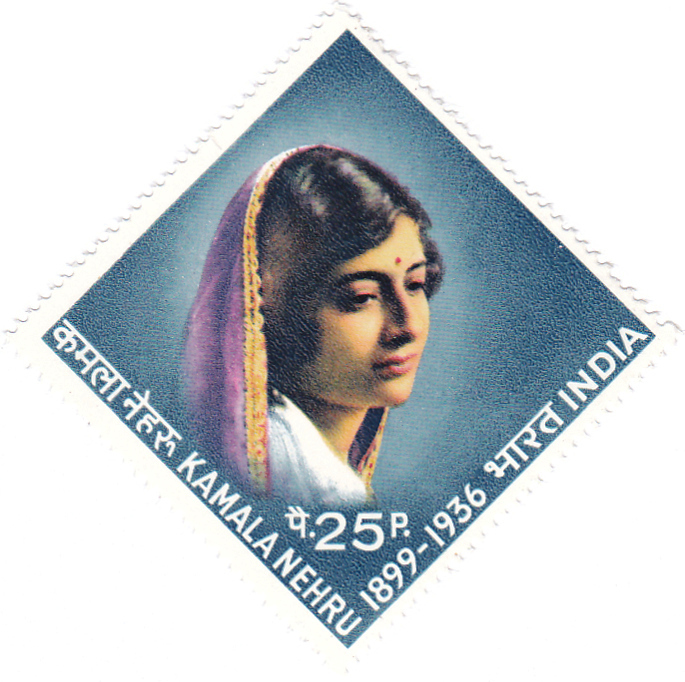
Estampilla postal con la imagen Kamala Nehru emitida en la India en 1974.

Kamala murió de tuberculosis en Lausana, Suiza el 28 de febrero de 1936, con su hija y su suegra a su lado. Según la versión conocida de fuentes válidas, mientras Kamala utilizó para vivir en Praga, cayo enferma de manera brusca, y luego su marido (Pandit Jawaharlal Nehru) fue encarcelado en la India. Bajo tal desesperación Netaji Subhas Chandra Bose legendario luchador de la libertad y jefe de la INA) cuidó de Kamala y la llevó a Viena y había arreglado sus tratamientos allí. Finalmente para su tratamiento podría haber sido trasladada a Lausana, y donde finalmente expiró, y Subhash Bose estuvo a su lado por un largo periodo, y la mandó a incinerar en el crematorio de Lausana. Una enorme cantidad de instituciones en la India, como Memorial Hospital Kamala Nehru & Centro de Cáncer Regional, la Universidad Kamala Nehru, Universidad de Delhi, Universidad vespertina Kamala Nehru (Bangladés), Parque Kamala Nehru, Instituto tecnológico Kamala Nehru (Sultanpur), Kamala Nehru Polytechnic (Hyderabad) fueron nombrado póstumamente.